# Fatal Fury 3: Road to the Final Victory
Fatal Fury 3: Road to the Final Victory is een arcadespel dat is ontwikkeld en uitgegeven door SNK. Het vechtspel werd uitgebracht op 27 maart 1995. Een jaar later verschenen er ook versies voor de Neo Geo, Sega Saturn en Microsoft Windows.
Het spel is het vierde deel in de Fatal Fury-serie.

## Gameplay
De gameplay in Fatal Fury 3 is gelijk aan die van het voorgaande spel. Er zijn drie lagen waarop de spelers kunnen vechten; achter, midden en voorgrond. Nieuwe elementen zijn onder meer de hoogte van de sprong, een aanval blokkeren in de lucht, en een nieuw type combo die de speler kan uitvoeren.
Het spel introduceert ook een gevechtsscore. Wanneer de speler een gevecht tegen een computertegenstander heeft gespeeld, wordt hij beoordeeld met een letterscore van E tot S. Het gemiddelde van deze score bepaalt welke eindbazen de speler treft in latere rondes.

## Personages
- Terry Bogard
- Andy Bogard
- Joe Higashi
- Mai Shiranui
- Geese Howard

### Nieuwe vechters
- Sokaku Mochizuki
- Bob Wilson
- Hon-Fu
- Blue Mary
- Franco Bash

### Eindbazen
- Ryuji Yamazaki
- Jin Chonshu
- Jin Chonrei

## Platforms
| jaar | platform                |
| ---- | ----------------------- |
| 1995 | Arcade, Neo Geo         |
| 1996 | Sega Saturn, Windows    |
| 2009 | Virtual Console         |
| 2017 | PlayStation 4, Xbox One |
| 2018 | Nintendo Switch         |